# Slater (Missouri)
Slater è un comune degli Stati Uniti d'America, situato nello Stato del Missouri, nella contea di Saline.